# Jednostka regionalna Kawala
Jednostka regionalna Kawala (nwgr.: Περιφερειακή ενότητα Καβάλας) – jednostka administracyjna Grecji w regionie Macedonia Wschodnia i Tracja. Powołana do życia 1 stycznia 2011 w wyniku przyjęcia nowego podziału administracyjnego kraju. W 2021 roku liczyła 115 tys. mieszkańców.

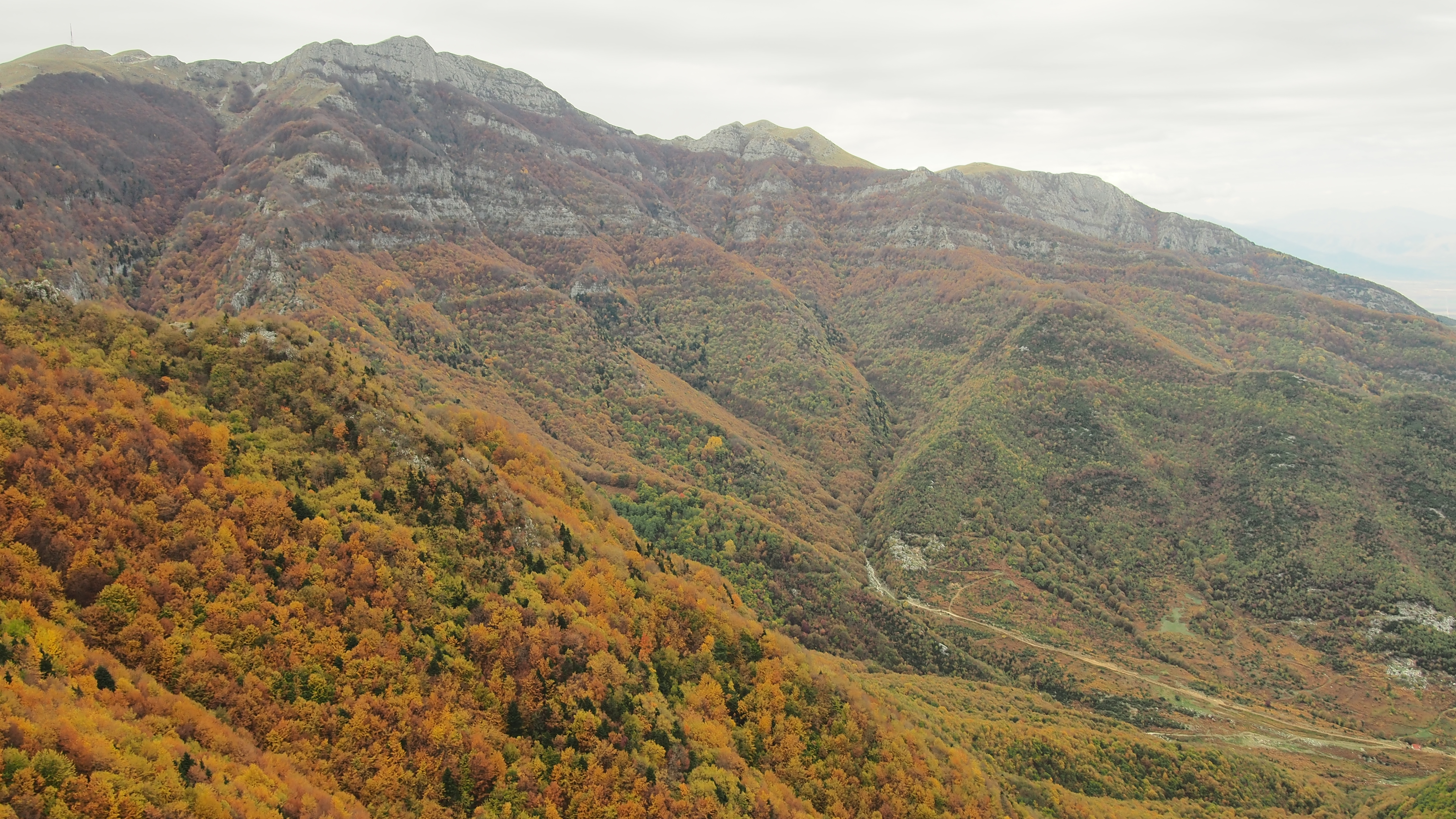
Grzbiet Pangajonu jesienią

W skład jednostki wchodzą gminy:
- Kawala (1),
- Nestos (2),
- Pangeo (3).

## Warunki naturalne
Wzdłuż wschodniej granicy jednostki przebiega rzeka Nestos (Mesta). Na zachodzie znajduje się masyw Pangajon z najwyższym szczytem o tej samej nazwie (1957 m n.p.m.). Północne granice jednostki są słabo zaludnione. Ziemie uprawne znajdują się wzdłuż linii brzegowej, na północy i wschodzie regionu.